# Liste der Bodendenkmäler in Haltern am See
Die Liste der Bodendenkmäler in Haltern am See enthält die denkmalgeschützten unterirdischen baulichen Anlagen, Reste oberirdischer baulicher Anlagen, Zeugnisse tierischen und pflanzlichen Lebens und paläontologischen Reste auf dem Gebiet der Stadt Haltern am See im Kreis Recklinghausen in Nordrhein-Westfalen (Stand: August 2020). Diese Bodendenkmäler sind in Teil B der Denkmalliste der Stadt Haltern am See eingetragen; Grundlage für die Aufnahme ist das Denkmalschutzgesetz Nordrhein-Westfalen (DSchG NRW).
| Bild | Bezeichnung | Lage  | Beschreibung | Bauzeit                                          | Eingetragen seit | Denkmal- nummer |
| --- | --- | ----- | --- | ------------------------------------------------ | ---------------- | --------------- |
| | Burganlage |       | Haus Ostendorf, ehemalige Wasserburg, Vor- und Hauptburg war durch eine innere und eine sehr breite äußere Gräfte mit davon umschlossenem fünfeckigem Wall befestigt. Ende d. 13. Jh. untertägiges Bodendenkmal. |                                                  | 18.10.1983       | B 1             |
| ehemaliges Kloster Marienborn | ehemaliges Kloster Marienborn                                                                                   | Karte | Untertägig erhaltene Reste des mittelalterlichen Zisterzienserinnenklosters Marienborn (1230-1243). Bei einer 1962 durchgeführten Probegrabung wurden Steinfundamente und Keramikscherben des 13. Jh. geborgen: | 1230                                             | 22.02.1988       | B 2             |
| | Bodendenkmal Römische Uferkastelle                                                                              |       | Durch die archäologische Forschung 1901 - 1904 als einer der 5 Militärplätze in Haltern aus der Zeit der augustinischen Germanenkriege belegt. Teil des Bereichs der sogenannten Uferkastelle auf der Flur Hovestatt. Vier aufeinander folgende Perioden einer durch Spitzgräben und Holz-Erde-Mauer geschützten Befestigung nachgewiesen. Erhalten nur die nördlichen Partien dieser vier Uferkastelle |                                                  | 26.09.1985       | B 3             |
| [[Vorlage:Bilderwunsch/code!/C:51.73947,7.17052!/D:Bodendenkmal Römerlager: Kastell auf dem Annaberg Anlagen Am Wiegel Ufercastell Feldlager Hauptlager Gräberfeld,!/\|BW]] | Bodendenkmal Römerlager: Kastell auf dem Annaberg Anlagen Am Wiegel Ufercastell Feldlager Hauptlager Gräberfeld | Karte | Allein fünf römische Militäranlagen und ein gleichzeitiges Gräberfeld sind in Haltern auf engem Raum bekannt. Die seit 1899 laufenden systematischen Grabungen haben die herausragende Bedeutung dieses Militärstandortes für die Beherrschung der eroberten rechtsrheinischen Gebiete sichtbar gemacht. In der Spätphase wurde das Hauptlager zur Schaltstelle der neuzuschaffenden Provinz, möglicherweise lag hier auch der zeitweilige Amtssitz des Statthalters Varus. In der archäologischen Forschung haben darüber hinaus die Funde für die frührömische Chronologie einen extrem hohen Quellenwert. Der Fundhorizont Haltern ist ein inzwischen unverzichtbarer chronologischer Arbeitsbegriff in der internationalen provinzialrömischen Forschung. Ähnliches gilt auch für das Organisationsprinzip des Hauptlagers Haltern. Der römische Militärstützpunkt Haltern ist nicht nur der wichtigste römische Militärstandort Nordwestdeutschlands. Er ist in der provinzialrömischen Forschung unbestritten „der am besten bekannte Militärstützpunkt der augusteischen Zeit im römischen Imperium“ (v. Schnurbein, BAW 14, 1974, 81). |                                                  | 26.09.1985       | B 4             |
| weitere Bilder | Haus Sythen |       | Erste fassbare Erwähnung 1399, damals im Besitz der Familie Hagenbeck. Zuletzt 1821 an die Familie Westerholt Gysenberg. Obertägig erhaltene Reste des Torhauses des 19. Jahrhunderts und der 1496 erstmals erwähnten Burgkapelle. Umgräftung der Hauptburg im W. teilweise erhalten, sonst im Geländeprofil ablesbar. Teich. Umgräftung des „Großen Gartens“. Wallartige Bleiche. Untertägig erhaltene Reste der ursprünglichen, mittelalterlichen Bebauung sowie mehrerer, nachfolgender Bebauungen, zuletzt des 19. Jahrhunderts, abgerissen 1970. Reste des Vorgängerbaus der Kapelle. Ehemalige Gräfte zwischen Vor- und Hauptburg. | vor 1399                                         | 07.12.1990       | B 5             |
| | Grabhügel Mkz. 4108,8                                                                                           |       | | späte Jungsteinzeit/frühe Bronzezeit anzunehmen  | 11.05.1992       | B 6             |
| | Grabhügel Mkz. 4208,14                                                                                          |       | | jüngere Bronzezeit/ältere Eisenzeit anzunehmen   | 11.05.1992       | B 7             |
| | Grabhügelgruppe Mkz. 4208,23a-d                                                                                 |       | | späte Jungsteinzeit/frühe Bronzezeit anzunehmen. | 11.05.1992       | B 8             |
| | Grabhügel Mkz. 4208,24                                                                                          |       | | jüngere Bronzezeit/ältere Eisenzeit anzunehmen.  | 11.05.1992       | B 9             |
| Grabhügelfeld Heidenkirchhof Mkz. 4208,13 a-g | Grabhügelfeld Heidenkirchhof Mkz. 4208,13 a-g                                                                   |       | Die Hügel sind Reste eines ausgedehnten vorgeschichtlichen Gräberfeldes mit ehemals mindestens 105 Grabhügeln. Bei Ausgrabungen (1936, 1950) wurde ein Teil der Grabanlagen untersucht, dabei zahlreiche Urnenfunde. Im Umfeld der erhaltenen Grabhügel ist mit weiteren (obertägig nicht erkennbaren) Bestattungen zu rechnen. Fast alle Hügel mit Spuren zentraler Bodeneingriffe (ältere Raubgrabungen), sonst aber überwiegend gut erhalten. Bodendenkmalnummer B 10 ist der obertägige Bereich (Grabhügel) der Bodendenkmalnummer B 23. | späten Jungsteinzeit/Bronzezeit                  | 10.08.1990       | B 10            |
| Grabhügelgruppe Mkz. 4209,84a-d | Grabhügelgruppe Mkz. 4209,84a-d                                                                                 |       | | späte Jungsteinzeit/frühe Bronzezeit anzunehmen. | 27.09.1995       | B 11            |
| Grabhügel Mkz. 4209,154 | Grabhügel Mkz. 4209,154                                                                                         |       | Hügel in Denkmalkartei fälschlich unter Mkz. 4209,145 geführt (Zahlendreher), wird korrigiert. | späte Jungsteinzeit/frühe Bronzezeit anzunehmen. | 27.09.1995       | B 12            |
| Grabhügelgruppe Mkz. 4209,123; 138; 141 | Grabhügelgruppe Mkz. 4209,123; 138; 141                                                                         |       | |                                                  | 27.09.1995       | B 13            |
| Grabhügel Mkz. 4209,162 | Grabhügel Mkz. 4209,162                                                                                         |       | | späte Jungsteinzeit/frühe Bronzezeit anzunehmen. | 27.09.1995       | B 14            |
| Grabhügelgruppe Mkz. 4209,164a-d | Grabhügelgruppe Mkz. 4209,164a-d                                                                                |       | | späte Jungsteinzeit/frühe Bronzezeit anzunehmen. | 27.09.1995       | B 15            |
| Grabhügel Mkz. 4209,163 | Grabhügel Mkz. 4209,163                                                                                         |       | | späte Jungsteinzeit/frühe Bronzezeit anzunehmen. | 27.09.1995       | B 16            |
| Grabhügel Mkz. 4209,79 | Grabhügel Mkz. 4209,79                                                                                          |       | |                                                  | 27.09.1995       | B 17            |
| 2 Grabhügel Mkz. 4209,118; 119 | 2 Grabhügel Mkz. 4209,118; 119                                                                                  |       | | späte Jungsteinzeit/frühe Bronzezeit anzunehmen. | 27.09.1995       | B 18            |
| Grabhügel Mkz. 4209,151 | Grabhügel Mkz. 4209,151                                                                                         |       | | späte Jungsteinzeit/frühe Bronzezeit anzunehmen. | 27.09.1995       | B 19            |
| Grabhügelgruppe Mkz. 4209,76; 89; 106; 121 | Grabhügelgruppe Mkz. 4209,76; 89; 106; 121                                                                      |       | | späte Jungsteinzeit/frühe Bronzezeit anzunehmen. | 27.09.1995       | B 20            |
| Grabhügelgruppe Mkz. 4209,80; 88; 90; 91; 125; 126 | Grabhügelgruppe Mkz. 4209,80; 88; 90; 91; 125; 126                                                              |       | | späte Jungsteinzeit/frühe Bronzezeit anzunehmen. | 27.09.1995       | B 21            |
| Grabhügel Mkz. 4209,81 | Grabhügel Mkz. 4209,81                                                                                          |       | |                                                  | 27.09.1995       | B 22            |
| | Gräberfeld Mkz. 4208,13                                                                                         |       | Gräberfeld "Heidenkirchhof" Teilbereich Ost. Untertägig erhaltener Friedhof der Bronze- und Eisenzeit. Brandbestattungen mit und ohne Urnen, Grabeinhegungen. Nachwegwiesen durch verschiedene Funde und Grabungen zwischen 1930 und 1950. Bodendenkmalnummer B 23 ist der untertägige Bereich der Bodendenkmalnummer B 10 (dort Registrierung der Grabhügel). | Bronze- und Eisenzeit                            | 27.09.1995       | B 23            |
| Grabhügel Mkz. 4208,123 | Grabhügel Mkz. 4208,123                                                                                         |       | | späte Jungsteinzeit/frühe Bronzezeit anzunehmen. | 27.09.1995       | B 24            |
| Grabhügel Mkz. 4208,87 | Grabhügel Mkz. 4208,87                                                                                          |       | Jetzt in den Spielplatz Paschenberg integriert | späte Jungsteinzeit/frühe Bronzezeit anzunehmen. | 27.09.1995       | B 25            |
| Grabhügelgruppe Mkz. 4208,83a-d | Grabhügelgruppe Mkz. 4208,83a-d                                                                                 |       | Hügel b) wurde 1934 untersucht und anschließend wieder aufgeschüttet. Der Hügel enthielt eine Leichenbrandbestattung, umgeben von einer ringförmigen Pfostensetzung und einem Kreisgraben. Eine in unmittelbarer Nähe der zentralen Bestattung gefundene Bronzedolchklinge datiert die Grabanlage in die ältere Bronzezeit. | ältere Bronzezeit.                               | 27.09.1995       | B 26            |
| 2 Grabhügel Mkz. 4209,131a; b | 2 Grabhügel Mkz. 4209,131a; b                                                                                   |       | | späte Jungsteinzeit/frühe Bronzezeit anzunehmen. | 27.09.1995       | B 27            |
| 2 Grabhügel Mkz. 4209,130a; b | 2 Grabhügel Mkz. 4209,130a; b                                                                                   |       | | späte Jungsteinzeit/frühe Bronzezeit anzunehmen. | 27.09.1995       | B 28            |
| 2 Grabhügel Mkz. 4209,78a; b | 2 Grabhügel Mkz. 4209,78a; b                                                                                    |       | | späte Jungsteinzeit/frühe Bronzezeit anzunehmen. | 27.09.1995       | B 29            |
| | Marschlager |       | Es handelt sich bei dem römischen Marschlager “In der Borg” um eines der ganz wenigen Zeugnisse aus der Zeit der römischen Expansionskriege in das Innere Germaniens. Das Lager wurde nachgewiesen durch archäologische Untersuchungen 1997. Es wird eingefasst durch einen Spitzgraben von bis zu ca. 2 m Tiefe. Im Inneren konnten Fundkonzentrationen römischer Amphorenscherben aufgedeckt werden. Im Außenbereich wurde eine Ofenanlage ausgegraben. |                                                  | 09.02.1999       | B 30            |
| Carolingische Curtis | Carolingische Curtis                                                                                            | Karte | Der befestigte Siedlungsplatz ... ist in der Literatur zumeist als „curtis“ Bossendorf bezeichnet und als karolingischer Königshof angesprochen worden. Ausgangspunkt dieser Deutung ist eine Untersuchung von Prof. Carl Schuchardt im Jahre 1904, deren Ergebnisse er im 14. Band der Vestischen Zeitschrift veröffentlichte. Er berichtete über den Verlauf eines damals noch in Resten erhaltenen Walles von über 6 m Breite, der zusammen mit einer noch heute erhaltenen Böschungskante im Nordosten ein Areal von 160 mal 120 m einschloss. Bis heute orientieren sich die Parzellengrenzen Bossendorfs an diesem Areal, das im Norden die Kirche mit einschloss. Innerhalb des umwallten Bezirks unternahm Schuchardt eine Grabung auf dem heute überbauten südlichen Teil der Parzelle 528. Die freigelegte Fläche zeigte eine für das Mittelalter außergewöhnlich dichte Bebauung von Grubenhäusern und kleinen Pfostenbauten, wie wir sie in Westfalen sonst nur aus der karolingischen Domburg von Münster kennen. Auf der 15 × 15 m großen und nur teilweise abgetieften Grabungsfläche wurden etwa 10 kg Scherben geborgen, die Schuchardt in die karolingische Zeit datierte, dazu fanden sich Spinnwirtel, Schlüssel und Messer. Die Funde sind zwar im Vestischen Museum Recklinghausen durch Kriegseinwirkungen verlorengegangen, die Abbildungen und Beschreibungen zur Keramik in Schuchardts Publikation lassen aber den Schluss zu, dass tatsächlich Scherben der Karolingerzeit gefunden wurden. Darüber hinaus zeigt das Spektrum der gefundenen Keramik eine Weiternutzung des Platzes bis in das 13. Jahrhundert an. Nach den Befunden und Funden Schuchardts muss davon ausgegangen werden, dass innerhalb des durch den Wall befestigten Areals von der Karolingerzeit bis zur Stadtwerdung Halterns im 13. Jahrhundert eine zu Zeiten recht dichte Bebauung bestand. | 9. - 13. JH.                                     | 25.10.2001       | B 31            |
| | Römisches Gräberfeld                                                                                            |       | Zwischen Annaberg im Westen und Hauptlager im Osten lag im Zwickel zwischen der B 58 und der L 509 das römische Gräberfeld. In den seit 1982 laufenden Untersuchungen sind bisher neben relativ einfachen Soldatengräbern überraschend auch mehrere, im Durchmesser bis zu 12 m große Tumuli entdeckt worden. Dieses Gräberfeld ist der älteste römische Friedhof auf deutschem Boden, der zudem noch weitgehend frei von moderner Bebauung geblieben ist. |                                                  | 31.10.2001       | B 32            |
| Vorgeschichtlicher Siedlungsplatz Uphuser Mark | Vorgeschichtlicher Siedlungsplatz Uphuser Mark                                                                  | Karte | Durch Lesefunde und eine archäologische Voruntersuchung im Jahre 2005 nachgewiesener vorgeschichtlicher Siedlungsplatz auf flacher Hügelkuppe gelegen. Das geborgene Fundmaterial umfasst Keramikscherben, Feuersteingeräte und Abfall aus der Zeit der jungsteinzeitlichen Trichterbecherkultur (3400 bis 2850 v. Chr.), der frühen Bronzezeit (2100 bis 1700 v. Chr.) und der mittleren/jüngeren Eisenzeit (500 bis 0 v. Chr.). In Suchschnitten wurden Abfallgruben und Pfostenspuren der Holzhäuser festgestellt. | 3400 v. Chr. - 0                                 | 23.01.2007       | B 33            |